# Апор Печ
Апор Печ (венг. Péc nembeli Apor; ? — 1307) — венгерский барон и землевладелец на рубеже XIII—XIV веков, который занимал несколько крупных придворных должностей во время правления королей Ласло IV и Андраша III. Он был одним из семи баронов в начале XIV века, которые называли себя палатинами Венгрии.

## Семья
Апор (также Опур) родился в залской линии (происходила из комитата Зала) рода Печ. Сын ишпана Марка Марка Печа (ум. после 1245 года). У него было четыре брата и сестры, в том числе Грегори, королевский судья в 1288 году, и Лукаш, ишпан комитата Зала (1289—1291). У него также было несколько влиятельных родственников, в том числе его двоюродный брат Дениш Печ, вероятно, самый влиятельный член рода. Апор умер бездетным.

## Карьера
Апор Печ начал свою политическую карьеру во время правления короля Ласло IV Куна. Он служил в качестве конюшего и ишпана комитата Зала в 1280 году. Через три года Апор Печ был назначен воеводой Трансильвании и ишпаном графства Сольнок, когда ряд королевских уступок аристократии вынудил Роланда Боршу отказаться от своего воеводства в пользу Апора Печа, хотя его поместья лежали в основном в Трансданубии. По словам румынского историка Тудора Сэлэгяна, Апор осуществлял свою деятельность за пределами провинции и «просто установил режим эксплуатации в интересах венгерской аристократии». Судя по историческим документам, Апор никогда не проявлял никакого интереса к Трансильвании, и он не приобретал там земли во время своего кратковременного воеводства. После смерти братьев Матуша II и Петера I Чак к 1284 году, их баронская группа, которая способствовала назначения Апора Печа воеводой Трансильвании, распалась, таким образом, он вскоре потерял свою должность. Роланд Борша вернулся в Трансильванию и вновь занял свой пост в 1284 году.
Когда король Ласло IV Кун возглавил поход против Ивана Кесеги и захватил замок Кёсег в 1286 году, Апор Печ, в союзе с Миклошем Кесеги, осадил и занял замок Прессбург (сегодня — Братислава, Словакия), а также опустошил его окрестности зимой того же года. Однако местный дворянин, вице-ишпан Янош Чукарди собрал своих родственников и их войска и разгромил армию Апора Печа, которая серьёзно пострадала во время битвы. После этого Чукарди отвоевал замок Прессбург. Апор Печ потерял своё политическое влияние на несколько лет после этого предательства. Он считался сильным союзником могущественной семьи Кесеги во второй половине 1280-х годов. Согласно сообщению, Апор Печ вторгся и захватил замок Рези и его окрестные земли у Тиба-Томая около 1290 года.
После коронации Андраша III Апор Печ номинально поддерживал усилия нового короля. Он служил в качестве ишпана графства Пожоны в 1291—1292 годах . В этом качестве он и один из его братьев, Лукаш, силой завоевали замок Татика, который принадлежал епархии Веспрем и построен епископом Злаудом Каплоном десятилетие назад. Епископ Бенедикт Рад тщетно жаловался королевскому двору. Однако замок был потерян для семьи Кёсеги к 1314 году, когда Андраш Кёсеги владел фортом. Замок Татика был возвращён своему первоначальному владельцу только после падения владений Кесеги.
Апор Печ служил королевским судьёй в 1293—1297 годах. К тому времени значение этого положения ухудшилось, так как Венгрия находилась в состоянии постоянной анархии во второй половине правления короля Андраша III. Параллельно с этим его заместитель, королевский вице-судья Мартин Девечери считался лично назначенным тайным экспертом монарха и сам взял на себя судебную роль. В соответствии с историческими обычаями, Девечери принял печать своего номинального начальника, но он был де-факто представителем монарха. Например, Апор Печ назначил нотариуса в судебный суд, который находился в Буде, чтобы представлять его интересы, что отражало институциональную независимость Девечери от него.
В 1298 году Апор Печ был назначен палатином Венгрии для региона Цисданубия (лат. palatinus citradanubialis) — одновременно другой палатин Роланд Ратот отвечал за Трансданубии. Апор Печ занимал эту должность до 1299 года. В историческом контексте это означало, что Апор Печ имел юрисдикцию над Западной Венгрией в этом качестве, в то время как Роланд Ратот контролировал комитаты в Восточной Венгрии (поскольку «Трансданубия» имела другое значение, чем в наши дни).
Смерть Андраша III и пресечения династии Арпадов ознаменовали эпоху междуцарствия (1301—1310 гг.), когда разразилась гражданская война между различными претендентами на престол — принцем Карлом Анжуйским, принцем Вацлавом Богемским и герцогом Оттоном Баварским, продолжавшаяся семь лет. Апор Печ упоминался как «барон» в разное время в этот период. Поддерживая его притязания на венгерский престол, он был сторонником Карла, по крайней мере, с 1302 года, но предполагается, что Апор принёс ему присягу верности уже в 1301 году, после смерти Андраша III. Он участвовал в неудачной осаде Буды в сентябре 1302 года. Апор Печ впервые был назван палатинским в документе, выпущенном в августе 1304 года. В первом десятилетии XIV века семь баронов держали достоинство одновременно. Большинство венгерских историков, в том числе Дьюла Кристо и Ёнё Сюч, считали, что эти бароны, Матуш III Чак, Амадей Аба, Иван Кесеги, Иштван Акош, Якаб Борша, Роланд Ратот и сам Апор стали произвольно использовать титул палатина Венгрии. Однако историк Аттила Жолдос разработал специальную теорию. Когда Андраш III создал союз против своих врагов, группа влиятельных лордов, в том числе Кесеги, Матуш Чак и Роланд Борша — убеждали короля Карла II Неаполитанского отправить своего внука, 12-летнего Карла Роберта Анжуйского, в Венгрию, чтобы стать королём, согласно Венгерской иллюстрированной хронике. Молодой принц высадился в Сплите в августе 1300 года при поддержке большинства хорватских и славонских баронов. Однако Кёсеги и Матуш Чак вскоре помирились с Андрашем, что помешало успеху Карла Роберта. Жолдос утверждал, что Андраш III заключил новый феодальный контракт с баронами летом 1300 года: Матуш Чак и Иван Кесеги стали «вечными» палатинами, и Андраш признал их сюзеренитет над своими провинциями, в то время как два самых могущественных сторонника короля, Амадей Аба и Иштван Акош, также получили эту должность. В дополнение к ним, два палатина предыдущего года, Роланд Ратот и Апор Печ, также получили титул в качестве противовеса, согласно теории Жолдоса. Поэтому историк считает, что Апор уже носил должность палатина со времён последнего года правления короля Андраша III. Соответственно, претенденты на венгерский престол унаследовали последнее решение Андраша, и они были вынуждены принять статус-кво. Одним из оснований теории Жолдоса является тот факт, что Роланд Ратот и Апор Печ считались гораздо менее важными личностями, чем, например, Матуш Чак или Амадей Аба. Тем не менее, другие умеренно влиятельные магнаты не последовали примеру Апора и Роланда, и никто другой не был назван палатином за исключением двух из них. В королевском документе от 1307 года Карл Роберт также называл Апора Печа палатином. После третьей коронации Карла, которая была проведена в полном соответствии с древними обычаями, 27 августа 1310 года, король признал палатином только Якаба Боршу, который был назначен на эту должность в 1306 году Карлом. К тому времени Апор Печ уже скончался.
Несмотря на то, что он был давним сторонником короля Карла Роберта, Апор Печ оставался членом его королевского двора второй степени. В 1302 году он всё ещё занимал четвёртое место в списке сторонников Карла. Спустя два года он занял лишь восьмое место, несмотря на свой престижный титул. Апор в последний раз упоминался как живой человек в 1307 году. Вполне вероятно, что он скончался в том же году, так как не присутствовал на сейме в Ракоше 10 октября 1307 года, что подтвердило притязания Карла на королевский престол.